# 西和会
西和一家（せいわいっか）は、宮城県石巻市に本部を置く博徒系暴力団で、指定暴力団・住吉会の二次団体。

## 歴史
西和一家の前身の西方阿部組は、石巻市はもとより仙台市、大崎市などの阿武隈川より北の県内全域に縄張りを持つ博徒系組織。
西和一家は、宮城県内を拠点にする3団体が2003年合併した結果、誕生した組織である。
3団体は川崎、錦戸、西方阿部組。2003年の合併前に3団体は、住吉会に加入。川崎は元々、東京盛代という神農系的屋グループの「東京盛代盛永会」という的屋組織で、石巻市を拠点に活動していた。現在の名称は川崎会。錦戸も、東京盛代グループで「東京盛代錦戸連合会」という的屋組織で、仙台市を拠点に活動していた。現在の名称は錦戸一家。同じ仙台市拠点の老舗大組織である西海家総連合会も的屋組織であったことから、宮城県の住吉会勢力において、的屋組織を源流とする組織が多い事が窺える。現在の名称は西海家。東京盛代錦戸連合会は1989年、同様に仙台市を拠点とする西海家総連合会と共に、親睦団体・共和会を結成している。しかし西海家総連合会が住吉会入りした1991年、東京盛代錦戸連合会も住吉会入りし、共和会は消滅した。
◆西和一家系譜
- 初　代 - 石田 賢
- 二代目 - 高橋勝郎

## 西和一家二代目
◆西和一家組織図
- 総　長 - 高橋勝郎（住吉会幹事長）
- 特別相談役 - 渡邉詔八
- 総長代行 - 藤村芳文（住吉会副会長 川崎会四代目会長）
- 理事長 - 小野 睦（住吉会東北地区統括長 六代目阿部組組長）
- 総本部長 - 遠藤秀男（住吉会副会長 西山四代目組長）
- 幹事長 - 石崎洋幸 (住吉会副会長 丸山四代目組長)

◆委員長
- 総長室室長 - 木村 優 (六親会会長)
- 総長秘書長 - 佐々木 征矢 (西山四代目組長代行 佐々木組組長)
- 組織委員長 - 阿部敏浩（大街道北貸元）
- 慶弔委員長 - 千葉 正 (東松島貸元)
- 渉外委員長 - 佐々木 洋徳 (木村組組長)
- 執行委員長 - 佐藤一平 (佐藤組組長)
- 懲罰委員長 ｰ 時田宏二 (時田組組長)
- 事務局長 ｰ 遠藤 光 (光心組組長)

◆総長付
- 大澤光雄（大澤組組長）
- 亀山克宏（亀山組組長）

◆本部当番責任者
- 紀村 優一郎

◆事務長
- 渡邊 伸 (渡邊組組長)
- 遠藤 仁 (西山四代目理事長 早坂総業組長)

◆相談役
- 常任相談役 - 古川 広
- 常任相談役 - 高橋 悟

平成30年5月現在